# Затенение по Фонгу
Затенение по Фонгу — модель расчёта освещения трёхмерных объектов, в том числе полигональных моделей и примитивов, а также метод интерполяции освещения по всему объекту.

## Гладкое затенение
Модели обычно задаются набором плоских выпуклых граней, хотя большинство реальных трёхмерных предметов имеют гладкие криволинейные поверхности. Таким образом, криволинейная поверхность рисуется как ребристая полигональная сетка; для того, чтобы эта сетка выглядела гладкой, используется тот или иной метод интерполяции освещённости вершин полигональной сетки.
Если используется затенение по Гуро, то расчёт цвета производится в каждой вершине каждой грани, а затем рассчитанный цвет интерполируется по всей грани. В результате блики, которые должны проявиться в середине полигона, нарисованы не будут — при интерполяции цветов вершин более яркое освещение центра многоугольника невозможно.
При затенении по Фонгу интерполируется вектор нормали. Для нахождения вектора нормали в произвольной точке поверхности используют нормированную взвешенную сумму векторов нормали граней, которым эта точка принадлежит:
{\displaystyle n={\frac {a_{1}n_{1}+...+a_{k}n_{k}}{\left\Vert a_{1}n_{1}+...+a_{k}n_{k}\right\|}}}
Вычислительные затраты на затенение по Гуро или по Фонгу зависят соответственно от числа вершин и от числа фрагментов изображения. Современное графическое оборудование использует второй способ, вычисляя цвет каждого фрагмента (т.е. пикселя), а не каждой вершины.

## Модель освещения
Освещение по Фонгу включает в себя также и модель освещения Фонга, т.е. алгоритм расчёта освещения в заданной точке. Это локальная модель освещения, т.е. она учитывает только свойства заданной точки и источников освещения, игнорируя эффекты рассеивания, линзирования, отражения от соседних тел.
Затенение по Фонгу требует сравнительно мало ресурсов, но большинство оптических явлений игнорируются либо рассчитываются с грубым приближением.
Другие модели освещения могут лучше учитывать свойства материала (локальные модели Орена-Наяра, Кука-Торренса, анизотропные модели) или сложные оптические явления (глобальные модели), но ведут к росту накладных расходов.

## Способ расчёта освещения
Расчёт освещения по Фонгу требует вычисления цветовой интенсивности трёх компонент освещения: фоновой (ambient), рассеянной (diffuse) и глянцевых бликов (specular). Фоновая компонента — грубое приближение лучей света, рассеянных соседними объектами и затем достигших заданной точки; остальные две компоненты имитируют рассеивание и отражение прямого излучения.
{\displaystyle I=K_{a}I_{a}+K_{d}({\vec {n}},{\vec {l}})+K_{s}({\vec {n}},{\vec {h}})^{p}}
где

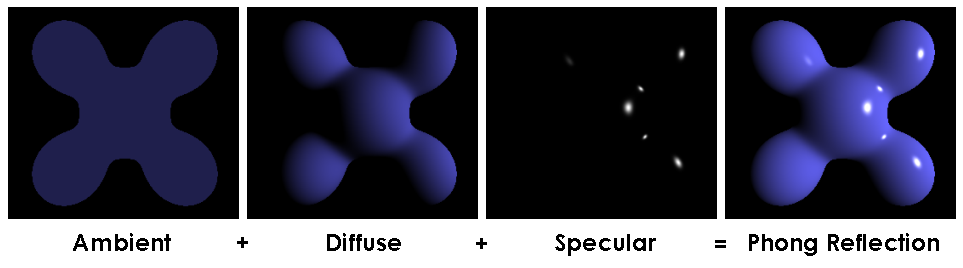
Иллюстрация различных компонент, соединённых в модели Фонга

{\displaystyle {\vec {n}}} — вектор нормали к поверхности в точке
{\displaystyle {\vec {l}}} — падающий луч (направление на источник света)
{\displaystyle {\vec {h}}} — отраженный луч (направление идеально отраженного от поверхности луча)
{\displaystyle {\vec {h}}=2({\vec {l}}*{\vec {n}}){\vec {n}}-{\vec {l}}}
{\displaystyle K_{a}} — коэффициент фонового освещения
{\displaystyle K_{s}} — коэффициент бликового освещения
{\displaystyle K_{d}} — коэффициент диффузного освещения

## Освещение в OpenGL
В конвейере OpenGL цветовая интенсивность фрагмента рассчитывается для каждого источника света в отдельности, затем результаты складываются и добавляется свет, излучаемый телом (GL_EMISSION).
Алгоритм расчёта освещения по Фонгу можно проиллюстрировать с помощью следующих шейдеров:

#### Вершинный шейдер
```
varying
 
vec3
 
n
;

varying
 
vec3
 
v
;

void
 
main
(
void
)

{

    
v
 
=
 
vec3
(
gl_ModelViewMatrix
 
*
 
gl_Vertex
);

    
n
 
=
 
normalize
(
gl_NormalMatrix
 
*
 
gl_Normal
);

    
gl_Position
 
=
 
ftransform
();

}

```

#### Фрагментный шейдер
```
varying
 
vec3
 
n
;

varying
 
vec3
 
v
;

void
 
main
(
void
)

{

    
vec4
 
result
 
=
 
vec4
(
0.0
);

    
for
 
(
int
 
li
 
=
 
0
;
 
li
 
<
 
gl_MaxLights
;
 
++
li
)

    
{

        
vec3
 
viewPos
 
=
 
gl_LightSource
[
li
].
position
.
w
 
*
 
v
;

        
vec3
 
l
 
=
 
normalize
(
gl_LightSource
[
li
].
position
.
xyz
 
-
 
viewPos
);

        
vec3
 
e
 
=
 
normalize
(
-
v
);

        
vec3
 
r
 
=
 
normalize
(
-
reflect
(
l
,
 
n
));

        
vec4
 
Iamb
 
=
 
gl_FrontLightProduct
[
li
].
ambient
;

        
vec4
 
Idiff
 
=
 
gl_FrontLightProduct
[
li
].
diffuse
 
*
 
max
(
dot
(
n
,
 
l
),
 
0.0
);

        
Idiff
 
=
 
clamp
(
Idiff
,
 
0.0
,
 
1.0
);

        
vec4
 
Ispec
 
=
 
gl_FrontLightProduct
[
li
].
specular

                     
*
 
pow
(
max
(
dot
(
r
,
 
e
),
 
0.0
),

                           
gl_FrontMaterial
.
shininess
);

        
Ispec
 
=
 
clamp
(
Ispec
,
 
0.0
,
 
1.0
);

        
result
 
+=
 
Iamb
 
+
 
Idiff
 
+
 
Ispec
;

    
}

    
gl_FragColor
 
=
 
gl_FrontLightModelProduct
.
sceneColor
 
+
 
result
;

}

```

Где величина 
```
gl_FrontLightModelProduct
.
sceneColor

```

 эквивалентна выражению 
```
gl_FrontMaterial
.
emission
 
+
 
gl_FrontMaterial
.
ambient
 
*
 
gl_LightModel
.
ambient

```